# 빌랼 마호프
빌랼 발레리예비치 마호프(러시아어: Биля́л Вале́рьевич Ма́хов, 1987년 9월 20일~)는 러시아의 레슬링 선수이다. 국제 대회에서 자유형과 그레코로만형 두 종목 모두 활동했으며 2012년 하계 올림픽에서 남자 자유형 슈퍼헤비급 동메달을 획득했으나 금메달리스트인 아르투르 타이마조프와 은메달리스트인 다비트 모지마나슈빌리가 도핑 적발로 메달이 박탈당하면서 코메일 가세미와 함께 금메달리스트로 승격되었다.